# Казимиров, Николай Игоревич
Николай Казимиров (род. 21 февраля 1977, Петрозаводск, СССР) — российский популяризатор математики, автор книги по основаниям математики «Архетипы математики».
Внук члена-корреспондента ВАСХНИЛ Николая Казимирова. Окончил математический факультет ПетрГУ (2000) и аспирантуру Института прикладных математических исследований Карельского научного центра РАН (2003). Кандидатская диссертация (физико-математические науки) на тему: «Леса Гальтона — Ватсона и случайные подстановки» (2003). Во время учёбы в ПетрГУ работал учителем математики в Университетском лицее Петрозаводска, а также вёл курс математического анализа на физическом факультете ПетрГУ.
Работал младшим научным сотрудником Института прикладных математических исследований Карельского научного центра РАН в 1998—2002 годах. Опубликовал более десяти научных работ, занимается популяризацией математики в группе Алексея Савватеева.